# Sao tháng Tám
Sao tháng Tám là một phim chiến tranh cách mạng do NSND Trần Đắc đạo diễn, xuất phẩm năm 1976 tại Hà Nội.

## Lịch sử
Trong không khí nhiệt liệt hoan nghinh ngày toàn quốc thống nhất, cũng trùng đợt kỷ niệm 30 năm cách mạng Tháng Tám và quốc khánh mồng 02 tháng 9, các yếu nhân Xưởng Phim truyện I quyết định thực hiện một tác phẩm điện ảnh lấy bối cảnh những năm tiền khởi nghĩa. Tuy nhiên, do nhiều yếu tố khó khăn khách quan, bộ phim chỉ được bấm máy giữa năm 1975 và mãi đến năm 1976 mới xong để phát hành.

## Nội dung
- Tập 1: Mùa xuân báo bão

Hà Nội giữa năm 1945, tại triển lãm chiến thắng phát xít Đức, trong khi công dân khối Đồng Minh hân hoan thì những người Việt thân Nhật sa sầm mặt mày. Vừa lúc đó, tướng Kawasaki dẫn lính Nhật vào đánh chết sĩ quan Pháp. Cũng khi, tập truyền đơn kháng Nhật do Nhu và Kiên nhét lên cánh quạt trần bay lả tả. Một lá cờ Việt Minh bay xuống đám đông đang náo loạn, báo hiệu một trận cuồng phong sắp nổi lên.
Nhu là một nữ sinh Đồng Khánh sớm thoát li đi làm cách mạng. Chị xin vào Nhà máy điện Yên Phụ vừa làm công nhân vừa tuyên truyền cách mạng, trong lúc bụng mang dạ chửa. Thi thoảng, chị được cử về Hưng Yên trong vai mụ mò cua và ni cô để gây cơ sở bí mật. Còn Kiên là cựu học sinh trường Bưởi, con một gia đình trí thức danh giá bậc nhất Hà Nội. Kiên có chị là Kiều Trinh thường giao du với giới chính trị salon Pháp, đến khi Nhật vào thì lại làm thân với tướng Kawasaki.
Trong lúc đó, xã hội Bắc Kỳ dường như phân cực sâu sắc: Đối lập với cảnh thiếu đói thê thảm của phần đông quần chúng là lối sống xa hoa phè phỡn của quan chức và địa chủ. Nhà quê trở nên hoang vắng, điêu tàn với đầy tiếng khóc than cùng xác người đói la liệt. Sau khi giác ngộ được một số quần chúng, cán bộ Việt Minh bèn huy động đồng bào tấn công kho thóc của quan lại địa chủ, nhưng tình thế chỉ giải quyết được số ít vấn nạn.
- Tập 2: Mùa thu hồi sinh

Sau khi hất cẳng được người Pháp, tướng tá sĩ quan Nhật sa vào ăn chơi trụy lạc, biến Hà Nội thành động đĩ nhơ nhớp. Kiều Trinh hi vọng có thể dựa vào tập đoàn quân Nhật để vươn lên trong chính giới Bắc Kỳ, nhưng vụ Kawasaki bắn chết Kiên trong đám quần chúng biểu tình đã khiến ả lâm vào bế tắc, chỉ còn biết chìm trong men rượu cho vơi nỗi nhục nhằn về tai tiếng "chị giết em".
Cái thai trong bụng Nhu ngày một lớn, khiến chị không còn chủ động tham gia công tác bí mật được nữa. Các đồng chí bèn đưa chị vào bệnh viện, sinh xong thì nhờ các bác sĩ cho cải trang làm y tá để trốn mật thám cùng hiến binh.
Trước áp lực ngày càng lớn của quần chúng cùng tình thế tuyệt vọng tại chiến trường Thái Bình Dương, tướng Kawasaki đại diện tập đoàn quân Nhật chấp thuận nhượng bộ, không can thiệp vào phong trào quần chúng Đông Dương nữa. Các toán quân Nhật vốn được rải khắp Hà Nội được lệnh rút dần vào doanh trại, chỉ cuối tuần mới được xả trại đi chơi vũ trường. Nhưng ngay tại những tụ điểm ăn chơi, thực khách bắt đầu sì sầm về các hoạt động của quân Việt Minh, đồng thời truyền tay nhau truyền đơn Quân lệnh số 1.
Ngày 19 tháng 8 tại phủ Khâm Sai, trong lúc Kiều Trinh đang lắng nghe viên gián điệp Mỹ tường trình kế hoạch can thiệp Đông Dương của chính phủ Hoa Kỳ thì hay tin quần chúng rước cờ Việt Minh tiến ào ào về phủ. Ả bèn nhanh chân chạy ra định trốn, nhưng một toán đội viên Hoàng Diệu đã kịp tới bắt. Tất cả quan chức và bảo an binh đều vứt súng tháo chạy trước quần chúng đông đảo. Lá cờ quẻ Ly bị hạ để nhường chỗ cho cờ đỏ sao vàng. Đôi nhân vật Nhu và Mến nhận ra nhau trong đám biểu tình.

## Kĩ thuật
Phim thực hiện chủ yếu tại Hà Nội và một số tại Hưng Yên năm 1975-6.

### Sản xuất
- Trợ lí: Hoài Linh
- Bí thư: Vũ Châu
- Thiết kế: Ngọc Linh, Ngô Xuân Hoằng
- Âm thanh: Hoàng Việt
- Dựng phim: Minh Tân, Nguyễn Văn Long
- Phối sáng: Nguyễn Thiệp
- Hóa trang: Nguyễn Thị Thanh Hảo
- Dựng cảnh: Phạm Đức Mạnh
- Kĩ xảo: Nguyễn Duy Với

với Dàn nhạc Xưởng Phim truyện Việt Nam (nhạc trưởng Vũ Lương).

### Diễn xuất
- Vũ Thanh Tú... Nhu
- Dũng Nhi... Kiên
- Đức Hoàn... Kiều Trinh
- Trần Phương... Giáo sư Trung
- Thanh Hiền... Mến
- Hồng Liên... Mẹ Vận
- Trần Đình Thọ... Lĩnh tụ Đại Việt
- Quốc Trung... Kawasaki - Tổng Tư lệnh quân Nhật tại Bắc Kỳ
- Hòa Tâm... Công - mật thám
- Quang Thái... Talons
- Hồ Thái... Tân
- Ngọc Dậu... Mụ bán thóc
- Văn Phức... Chồng mụ bán thóc
- Nguyễn Anh Thái... Tí
- Nông Ích Đạt... Tri huyện
- Thụy Vân... Vợ tri huyện
- Văn Hòa... Gián điệp Mỹ
- Ngô Nam... Cai Túc
- Thu Hiền... Cô hàng nước
- Bích Hồng
- Thu An
- Hoàng Yến
- Tuấn Tú
- Bành Bảo
- Vũ Châu
- Phạm Gia Ngọc
- Ngọc Lan
- Thanh Thủy
- Hoài Linh

## Hậu trường
Sao tháng Tám hầu như là phim Việt Nam đầu tiên dàn dựng dưới hình thức dã sử, không nhân vật nào được coi là chính mà chỉ có thể xem tần suất xuất hiện trong các phân cảnh. Đây cũng là xuất phẩm đầu tiên của dòng điện ảnh cách mạng Việt Nam quay bằng phim 35mm, thích hợp cho các rạp chiếu lớn, nhằm mô tả sinh động nhất một giai đoạn lịch sử bi tráng.
- Trước khi bắt tay vào soạn kịch bản Sao tháng Tám, đạo diễn Trần Đắc tình cờ đọc được bán hồi ký Nắng Hưng Yên (Nhà xuất bản Phụ Nữ, Hà Nội 1967) của nhà văn Hà Ân (Hứa Khắc Ân), kể lại đời hoạt động cách mạng bí mật của bà Nguyễn Thị Hưng (nhũ danh Nguyễn Thị Ức, 1920 - 1993)[3]. Đạo diễn Trần Đắc bèn xin phép tác giả Hà Ân mượn các tình tiết số phận bà Hưng để xây dựng hình tượng nữ cán bộ cách mạng Nhu - nhân vật xuất hiện nhiều nhất trong phim. Nhân vật chị Nhu cũng là vai chững chạc đầu tiên của nữ tài tử Thanh Tú, bởi trước đó bà chỉ sắm các vai tiểu thư kiểu cách và vô tư lự[4].
- Nhân vật Kiều Trinh được lấy nguyên mẫu từ nữ gián điệp nhị trùng Nga Thiên Hương, vốn bị đội viên Tuyên truyền Hoàng Diệu ám sát tại vỉa hè phố Hàm Long ngày 2 tháng 7 năm 1945.
- Nhân vật Kiên là vai điện ảnh thứ nhì của Lê Dũng Nhi sau Nam trong Bài ca ra trận. Tự bấy đến nhiều năm sau, ông chìm hẳn trong dạng vai thanh niên có cá tính giản dị, ít hoạt bát. Rốt cuộc, Dũng Nhi phải tạm bỏ nghề diễn để học nghề phó đạo diễn trước khi thành công với các bộ phim truyền hình thập niên 1990 vắt sang 2000.
- Hàng chục năm sau khi phim ra mắt, trích đoạn cái cười cay độc của mụ bán gạo do nữ tài tử nhạc kịch Ngọc Dậu diễn được người dùng YouTube bình chọn là cảnh ấn tượng nhất không chỉ trong Sao tháng Tám mà toàn bộ nền điện ảnh Việt Nam.
- Trường đoạn mô tả cái đói thê lương gây ám ảnh thị giác nhờ kỹ thuật diễn xuất kết hợp bộ ảnh người đói của nhiếp ảnh gia Võ An Ninh cùng các phân cảnh tả lối sống dư dật nhưng đầy kèn cựa của tầng lớp địa chủ nông thôn về sau được dùng làm phương pháp dàn dựng phim Chị Dậu.
- Cho đến nay, Sao tháng Tám cũng là xuất phẩm điện ảnh duy nhất thể hiện cờ quẻ Ly.
- Năm 2016, theo thống kê của Đài Tiếng nói Việt Nam, qua hàng chục năm Sao tháng Tám vẫn là xuất phẩm điện ảnh chiến tranh cách mạng về đề tài cách mạng Tháng Tám và quốc khánh mồng 02 tháng 9 giữ "kỉ lục buồn" là cuốn phim đáng xem nhất và khó thay thế được[5].

### Nhạc nền
- Diệt phát xít (Nguyễn Đình Thi)
- Tiến quân ca (Văn Cao)
- Mười chín tháng Tám (Xuân Oanh)
- Quốc tế ca (Eugène Pottier, Pierre Degeyter)
- Cùng nhau đi hồng binh (Đinh Nhu) Quân chi đại

### Lời thoại
- Tôi chưa chết, đừng chôn tôi / Đằng nào cụ chả chết, cụ đi sớm cho mát mẻ.
- Các bác ơi, cứu bà cháu với.
- Mỗi đứa một bát cám, chiều giả.
- Con này - để tôi trị.
- Ngày mai, đến quan sáu Nhật mời, tao cũng chả thèm.

## Vinh danh
Bên cạnh giải Bông sen vàng (phim hay nhất, diễn viên xuất sắc nhất - Thanh Tú) tại Liên hoan phim Việt Nam IV (Hà Nội 1977), xuất phẩm Sao tháng Tám còn được chọn trình chiếu tại Liên hoan phim quốc tế Moskva tháng 7 năm 1977. Ngoài ra, nữ minh tinh Thanh Tú được Ủy ban Phụ nữ Toàn liên bang Soviet trao bằng khen đặc biệt.